# Atuami
Atuami (Atwamsini, Big Valley People), jedno od devet plemena Achomawi Indijanaca porodice Palaihnihan u području Big Valleya na sjeveroistoku Kalifornije. Atuami su dobili ime po riječi Atwim (=valley; dolina). A. L. Kroeber za njih navodi i nazive Tuhteumi i Hamefkuteli. Potomci im žive na rezervatima sjeveroistočne Kalifornije.
Govorili su dijalektom atuami (Atwandjini)